# Grignan
Grignan este o comună în departamentul Drôme din sud-estul Franței. În 2009 avea o populație de 1.564 de locuitori.

## Evoluția populației
| An        | 1975  | 1982  | 1990  | 1999  | 2006  | 2009  |
| --------- | ----- | ----- | ----- | ----- | ----- | ----- |
| Populație | 1.099 | 1.147 | 1.300 | 1.353 | 1.464 | 1.564 |